# Чемпионат Колумбии по футболу
Чемпионат Колумбии по футболу (коммерческое название BetPlay Dimayor Лига) — это соревнование среди лучших клубов Колумбии, в котором выявляется чемпион страны по футболу. Первый турнир прошёл в 1948 году и чемпионом стал клуб «Индепендьенте Санта-Фе». Клубом-рекордсменом Колумбии по количеству чемпионских титулов является «Атлетико Насьональ» из Медельина с 17-ю титулами.

## История
В конце 1940-х годов клубы страны объединились в профессиональных организацию ДИМАЙОР, с целью координации своих действий по предотвращению ущемления их прав, а также по борьбе с влиянием наркокартелей. В 1949 году в колумбийский футбол огромные деньги пришли. Лига ДИМАЙОР отделилась от ФИФА и в страну стали приезжать лучшие игроки мира, такие как аргентинцы Альфредо Ди Стефано и Адольфо Педернера. В конце 1940-х — начале 1950-х годов чемпионат Колумбии был сильнейшим клубным первенством мира. Этот период называется «Эль Дорадо». В 1951 году ФИФА дисквалифицировала Колумбию от участия в своих соревнованиях (в связи с тем, что ДИМАЙОР пошла на конфликт с Колумбийской федерацией футбола), признав лигу «пиратской». Руководство ДИМАЙОР прибыло в столицу Перу, где заключило с Международной федерацией футбола так называемый «Лимский пакт», по которому колумбийские клубы обязались до 1954 года отпустить многочисленных иностранных звёзд в другие чемпионаты.
После окончания эры «Эль Дорадо», сильнейшим клубом которой был «Мильонариос», колумбийское первенство столкнулось с проблемой наркокартелей. Многие ведущие клубы («Атлетико Насьональ», «Америка» из Кали) неоднократно были замешаны в скандалах с их финансированием соответствующими картелями. На протяжении многих лет (как минимум, с 1995 года) «Америка» находилась под санкциями и испытывала острые финансовые проблемы, получая доходы только от посещения матчей зрителями на домашних поединках — ни одна фирма мира не рисковала спонсировать клуб, занесённый в «Чёрный список» правительства США (клуб пребывал в нём с 1999 по 2013 год).
В 1989 году, когда впервые колумбийский клуб «Атлетико Насьональ» сумел выиграть Кубок Либертадорес, вновь первенство страны было сорвано по вине вмешательства преступных элементов в футбол. Вместо чемпионата был проведён Кубок Колумбии, который завоевал «Санта-Фе».
С 2002 года за сезон в Колумбии определяется по два чемпиона — однако второй чемпионат, в отличие от большинства латиноамериканских лиг, называется «Финалисасьон», а не «Клаусура». Также в Колумбии для простоты зачастую названия этих чемпионатов сокращают при помощи латинских цифр — I и II.
Самым титулованным тренером, выигравшим 13 чемпионатов Колумбии, является Габриэль Очоа Урибе. С 1959 по 1972 год он завоевал пять титулов с «Мильонариос», в 1966 году привёл к победе клуб «Индепендьенте Санта-Фе», а с 1979 по 1990 год семь раз выигрывал с «Америкой».
С 1990 по 2009 год колумбийская Примера называлась Кубок Муста́нга — по названию титульного спонсора. С 2010 по 2014 год турнир назывался Лига Постобо́н, а затем — Лига А́гила. В 2020 году титульный спонсор вновь поменялся, и чемпионат стал называться Лига BetPlay. Пр этом организацией турнира продолжает заниматься ДИМАЙОР, поэтому зачастую в источниках встречается название Лига (или чемпионат) ДИМАЙОР.

## Формат
Нынешний формат колумбийского футбола был принят с сезона 2015 года. В нём играют 20 команд, каждая из которых участвует в турнирах Апертура и Финалисасьон каждый год. Оба турнира проводятся в одинаковом трехступенчатом формате.
Первый этап проводится по принципу одного раунда, при этом каждая команда играет с другими командами один раз в общей сложности 19 матчей. Затем восемь лучших команд выходят в плей-офф, где и определяется победитель чемпионата. Вылет в Примеру В определяется путём усреднения общего количества очков, набранных командами за предыдущие три сезона. Каждый год две нижние команды вылетают и заменяются двумя лучшими из Примеры B.
В 2021 году в Примере выступят 19 команд из-за отмены обмена между дивизионами, вызванной пандемией COVID-19 и исключением из числа участников «Кукуты Депортиво» по финансовым причинам.

## Состав Лиги Агила в сезоне 2023
1. Агилас Дорадас (Рионегро)
2. Альянса Петролера (Барранкабермеха)
3. Америка Кали (Кали)
4. Атлетико Букараманга (Букараманга)
5. Атлетико Уила (Нейва)
6. Атлетико Насьональ (Медельин)
7. Бояка Чико (Тунха)
8. Депортес Толима (Ибаге)
9. Депортиво Кали (Кали)
10. Депортиво Пасто (Пасто)
11. Депортиво Перейра (Перейра)
12. Индепендьенте Медельин (Медельин)
13. Индепендьенте Санта-Фе (Богота)
14. Ла Экидад (Богота)
15. Мильонариос (Богота)
16. Онсе Кальдас (Манисалес)
17. Унион Магдалена (Санта-Марта)
18. Хагуарес де Кордоба (Монтерия)
19. Хуниор (Барранкилья)
20. Энвигадо (Энвигадо)

## Чемпионы Колумбии
| Год     | Чемпион                | Вице-чемпион           |
| ------- | ---------------------- | ---------------------- |
| 1948    | Индепендьенте Санта-Фе | Хуниор                 |
| 1949    | Мильонариос            | Депортиво Кали         |
| 1950    | Онсе Кальдас           | Мильонариос            |
| 1951    | Мильонариос            | Бока Хуниорс Кали      |
| 1952    | Мильонариос            | Бока Хуниорс Кали      |
| 1953    | Мильонариос            | Депортес Киндио        |
| 1954    | Атлетико Насьональ     | Депортес Киндио        |
| 1955    | Индепендьенте Медельин | Атлетико Насьональ     |
| 1956    | Депортес Киндио        | Мильонариос            |
| 1957    | Индепендьенте Медельин | Депортес Толима        |
| 1958    | Индепендьенте Санта-Фе | Мильонариос            |
| 1959    | Мильонариос            | Индепендьенте Медельин |
| 1960    | Индепендьенте Санта-Фе | Америка Кали           |
| 1961    | Мильонариос            | Индепендьенте Медельин |
| 1962    | Мильонариос            | Депортиво Кали         |
| 1963    | Мильонариос            | Индепендьенте Санта-Фе |
| 1964    | Мильонариос            | Кукута Депортиво       |
| 1965    | Депортиво Кали         | Атлетико Насьональ     |
| 1966    | Санта-Фе               | Индепендьенте Медельин |
| 1967    | Депортиво Кали         | Мильонариос            |
| 1968    | Унион Магдалена        | Депортиво Кали         |
| 1969    | Депортиво Кали         | Америка Кали           |
| 1970    | Депортиво Кали         | Хуниор                 |
| 1971    | Санта-Фе               | Атлетико Насьональ     |
| 1972    | Мильонариос            | Депортиво Кали         |
| 1973    | Атлетико Насьональ     | Мильонариос            |
| 1974    | Депортиво Кали         | Атлетико Насьональ     |
| 1975    | Санта-Фе               | Мильонариос            |
| 1976    | Атлетико Насьональ     | Депортиво Кали         |
| 1977    | Хуниор                 | Депортиво Кали         |
| 1978    | Мильонариос            | Депортиво Кали         |
| 1979    | Америка Кали           | Санта-Фе               |
| 1980    | Хуниор                 | Депортиво Кали         |
| 1981    | Атлетико Насьональ     | Депортес Толима        |
| 1982    | Америка Кали           | Депортес Толима        |
| 1983    | Америка Кали           | Хуниор                 |
| 1984    | Америка Кали           | Мильонариос            |
| 1985    | Америка Кали           | Депортиво Кали         |
| 1986    | Америка Кали           | Депортиво Кали         |
| 1987    | Мильонариос            | Америка Кали           |
| 1988    | Мильонариос            | Атлетико Насьональ     |
| 1989    | Чемпионат сорван       | Чемпионат сорван       |
| 1990    | Америка Кали           | Атлетико Насьональ     |
| 1991    | Атлетико Насьональ     | Америка Кали           |
| 1992    | Америка Кали           | Атлетико Насьональ     |
| 1993    | Хуниор                 | Индепендьенте Медельин |
| 1994    | Атлетико Насьональ     | Мильонариос            |
| 1995    | Хуниор                 | Америка Кали           |
| 1996    | Депортиво Кали         | Мильонариос            |
| 1997    | Америка Кали           | Атлетико Букараманга   |
| 1998    | Депортиво Кали         | Онсе Кальдас           |
| 1999    | Атлетико Насьональ     | Америка Кали           |
| 2000    | Америка Кали           | Хуниор                 |
| 2001    | Америка Кали           | Индепендьенте Медельин |
| 2002-I  | Америка Кали           | Атлетико Насьональ     |
| 2002-II | Индепендьенте Медельин | Депортиво Пасто        |
| 2003-I  | Онсе Кальдас           | Хуниор                 |
| 2003-II | Депортес Толима        | Депортиво Кали         |
| 2004-I  | Индепендьенте Медельин | Атлетико Насьональ     |
| 2004-II | Хуниор                 | Атлетико Насьональ     |
| 2005-I  | Атлетико Насьональ     | Санта-Фе               |
| 2005-II | Депортиво Кали         | Реал Картахена         |
| 2006-I  | Депортиво Пасто        | Депортиво Кали         |
| 2006-II | Кукута Депортиво       | Депортес Толима        |
| 2007-I  | Атлетико Насьональ     | Атлетико Уила          |
| 2007-II | Атлетико Насьональ     | Ла Экидад              |
| 2008-I  | Бояка Чико             | Америка Кали           |
| 2008-II | Америка Кали           | Индепендьенте Медельин |
| 2009-I  | Онсе Кальдас           | Хуниор                 |
| 2009-II | Индепендьенте Медельин | Атлетико Уила          |
| 2010-I  | Хуниор                 | Ла Экидад              |
| 2010-II | Онсе Кальдас           | Депортес Толима        |
| 2011-I  | Атлетико Насьональ     | Ла Экидад              |
| 2011-II | Хуниор                 | Онсе Кальдас           |
| 2012-I  | Санта-Фе               | Депортиво Пасто        |
| 2012-II | Мильонариос            | Индепендьенте Медельин |
| 2013-I  | Атлетико Насьональ     | Индепендьенте Санта-Фе |
| 2013-II | Атлетико Насьональ     | Депортиво Кали         |
| 2014-I  | Атлетико Насьональ     | Хуниор                 |
| 2014-II | Индепендьенте Санта-Фе | Индепендьенте Медельин |
| 2015-I  | Депортиво Кали         | Индепендьенте Медельин |
| 2015-II | Атлетико Насьональ     | Хуниор                 |
| 2016-I  | Индепендьенте Медельин | Хуниор                 |
| 2016-II | Индепендьенте Санта-Фе | Депортес Толима        |
| 2017-I  | Атлетико Насьональ     | Депортиво Кали         |
| 2017-II | Мильонариос            | Индепендьенте Санта-Фе |
| 2018-I  | Депортес Толима        | Атлетико Насьональ     |
| 2018-II | Хуниор                 | Индепендьенте Медельин |
| 2019-I  | Хуниор                 | Депортиво Пасто        |
| 2019-II | Америка Кали           | Хуниор                 |
| 2020    | Америка Кали           | Индепендьенте Санта-Фе |
| 2021-I  | Депортес Толима        | Мильонариос            |
| 2021-II | Депортиво Кали         | Депортес Толима        |
| 2022-I  | Атлетико Насьональ     | Депортес Толима        |
| 2022-II | Депортиво Перейра      | Индепендьенте Медельин |
| 2023-I  | Мильонариос            | Атлетико Насьональ     |

## Выступления по клубам
| №      | Клуб                               | Чемпион | Вице-чемпион |
| ------ | ---------------------------------- | ------- | ------------ |
| 1.     | Атлетико Насьональ (Медельин)      | 17      | 12           |
| 2.     | Мильонариос (Богота)               | 16      | 10           |
| 3.     | Америка Кали (Кали)                | 15      | 7            |
| 4.     | Депортиво Кали (Кали)              | 10      | 14           |
| 5.     | Хуниор (Барранкилья)               | 9       | 10           |
| 6.     | Индепендьенте Санта-Фе (Богота)    | 9       | 6            |
| 7.     | Индепендьенте Медельин             | 6       | 11           |
| 8.     | Онсе Кальдас (Манисалес)           | 4       | 2            |
| 9.     | Депортес Толима (Ибаге)            | 3       | 8            |
| 10.    | Депортиво Пасто (Пасто)            | 1       | 3            |
| 11.    | Депортес Киндио (Армения)          | 1       | 2            |
| 12.    | Кукута Депортиво (Кукута)          | 1       | 1            |
| 13-15. | Унион Магдалена (Санта-Марта)      | 1       | 0            |
| 13-15. | Бояка Чико (Тунха)                 | 1       | 0            |
| 13-15. | Депортиво Перейра (Перейра)        | 1       | 0            |
| 16.    | Ла Экидад (Богота)                 | 0       | 3            |
| 17-18. | Атлетико Уила (Нейва)              | 0       | 2            |
| 17-18. | Бока Хуниорс Кали                  | 0       | 2            |
| 19-20. | Атлетико Букараманга (Букараманга) | 0       | 1            |
| 19-20. | Реал Картахена (Картахена)         | 0       | 1            |

По городам:
1. Кали — 25
2. Богота — 25
3. Медельин — 23
4. Барранкилья — 9
5. Манисалес — 4
6. Ибаге — 3